# Верзити
Верзити (Берзити; Верзети, Велегезети, Брзити, Брсяці) — середньовічне південнослов'янське плем'я, яке мешкало наприкінці VI ст. на території сучасних Македонії та Косово. Вперше згадується в «Чудесах святого Дмитра» у зв'язку з облогою Фесалонік (616 рік), в якій верзити брали участь разом із драговітами, сагудатами, велегезітами, ваюнітами тощо.
Близько 773 року, згідно з Феофаном, болгарський хан Телериг відправляє у землі берзитів 12-тисячне військо. Метою походу є захоплення бранців та переселення їх до Болгарії. Але візантійські війська імператора Костянтина перехопили болгар і у наступній битві супротивники були розбиті.
Іншого разу Феофан пригадує верзитів під 799 роком. До того часу вони хоча й потрапили під владу Візантії, але мали автономію та керувалися власним «архонтом» Акаміром. Останній разом з неназваними поіменно «еладиками» (імовірно, шляхта феми Еллада або фемне військо) затіяв змову проти імператриці Ірини Афінської з метою звести на престол одного з синів Костянтина V. Проте змову було розкрито, а його учасники засліплені.